# Четиридесет и четвърти вертолетен авиополк
Четиридесет и четвърти вертолетен авиополк е бивш полк от военновъздушните сили на Народна република България.

## История
Създаден е на 27 октомври 1961 г. с разпореждане № 00267 от 30 септември 1961 г. и е базиран на летище Пловдив. Бойното знаме полка получава на 8 декември 1961 г., а първия командир на полка е майор Милан Миланов. Полкът е първата вертолетна авиационна част в българската армия. До 1963 г. полка е снабден с 49 вертолета МИ-4 и 8 вертолета МИ-1 от двадесет и шести разузнавателен авиополк. През 1979 г. към вертолетния парк са добавени и бойните вертолети МИ-24. През 80-те години допълнително полка е снабден с вертолети МИ-17. Със заповед № 00358 от 25 септември 1979 г. полка е пребазиран на летище Крумово. През 1983 г. вертолетите МИ-24 са разположени в Стара Загора, където е създаден тринадесети вертолетен авиополк. През 1994 г. полка се обединява с два батальона, разположени на летището и получава името 24 вертолетна авиобаза. На 1 юли 2012 г. със заповед ОХ-01/31 януари 2012 г. на Министъра на отбраната 24-та вертолетна авиобаза и 16-а ТРАБ се обединяват в Двадесет и четвърта авиационна база, която е наследник на полка.

## Командири на полка
- Майор Милан Асенов Миланов 1961 – 1967
- Полковник Кръстьо Куманов Митков 1967 – 1970
- Подполковник Гено Надеждни Попов 1970 – 1973
- Подполковник. Владимир Иванов Попов 1973 – 1977
- Подполковник Христо Кънев Ганеков 1977 – 1979
- Подполковник Григор Дамянов Георгиев 1979 – 1982
- Подполковник Георги Иванов Богданов 1982 – 1984
- Подполковник Асен Павлов Буков 1984 – 1990
- Подполковник Цветан Марков Василев 1990 – 1992
- Подполковник Илия Трифонов Иванов 1992 – 1995